# Port lotniczy Karlstad
Port lotniczy Karlstad (IATA: KSD, ICAO: ESOK) – port lotniczy położony 16 km od Karlstad, w regionie Värmland, w Szwecji.

## Linie lotnicze i połączenia
| Linia Lotnicza        | Kierunek                                                                                |
| --------------------- | --------------------------------------------------------------------------------------- |
| Croatia Airlines      | Sezonowe czartery: 1. Split                                                             |
| Norwegian Air Shuttle | Sezonowe czartery: 1. Gran Canaria                                                      |
| Sunclass Airlines     | Sezonowe czartery: 1. Gran Canaria 2. Palma de Mallorca 3. Rodos                        |
| Jettime               | Sezonowe czartery: 1. Kos 2. Rodos 3. Chania 4. Palma de Mallorca 5. Antalya 6. Larnaka |